# Litoria elkeae
Litoria elkeae es una especie de anfibio anuro del género Litoria, de la familia Pelodryadidae.

## Distribución geográfica
Es originaria de Nueva Guinea Occidental (Indonesia).